# 茹里洛夫卡鄉
44°46′N 28°52′E / 44.767°N 28.867°E
茹里洛夫卡鄉（羅馬尼亞語：Comuna Jurilovca, Tulcea），是羅馬尼亞的鄉份，位於該國東南部，由圖爾恰縣負責管轄，面積300平方公里，海拔高度22米，2002年人口5,184，人口密度每平方公里17人。